# Christine Behrens
Christine Behrens (* 13. März 1934; † 23. September 2018) war eine niederdeutsche Autorin und Vorsitzende des Heimatvereins Niedersachsen e.V. Scheeßel. Sie wurde für ihre ehrenamtliche Tätigkeit mehrfach ausgezeichnet.

## Biografie
Christine Marie Behrens wurde als fünftes von acht Kindern des Schmiedemeisters Claus Burfeind und seiner Ehefrau Christine Burfeind (geb. Zeller) in Rüspel geboren. 1949 erkrankte sie an Polio und litt an Folgeschäden. Von 1950 bis 1951 besuchte sie die Mädchenabteilung der Landwirtschaftsschule Zeven mit dem Abschluss „ländliche Hausarbeitsgehilfin“. Von 1951 bis 1954 machte sie eine Ausbildung zur Damenschneiderin, die sie als Innungsbeste abschloss. 1957 heiratete sie Friedrich Behrens und zog in das gemeinsam erbaute Haus nach Scheeßel. 1971 wurde ihr Ehemann zum Vorsitzenden des Heimatvereins Scheeßel gewählt und sie unterstützte ihn in diesem Amt durch Übernahme der Schriftführung. 1973 wurde vom NDR eine Dokumentation über den Alltag von Christine Behrens erstellt, der sie bei der täglichen Hausarbeit und als Rot-Kreuz-Helferin beim ersten Scheeßeler Rockfestival, dem Vorläufer des Hurricane Festivals, zeigt. Der Film wurde am 13. Dezember 1973 auf NDR/RB gesendet.

## Heimatverein Scheeßel

### Ämter
Ab 1971 übernahm Behrens die Schriftführung noch ohne Stimmrecht im Vorstand, erst 1979 wurde in die Satzung des Vereins dieses Amt aufgenommen und Behrens zur Schriftführerin des Heimatverein Scheeßel gewählt. 2003 wurde sie zur Vorsitzenden gewählt; dieses Amt legte sie 2015 nieder.

### Kunstgewerbehaus
Christine Behrens sorgte 1976 für die Renovierung und Wiedereröffnung des 1908 von Ernst Müller-Scheessel begründeten Kunstgewerbehauses Scheeßel als Galerie mit wechselnden Ausstellungen. Unter ihrer Leistung wurden von 1976 bis 2015 etwa 150 verschiedene Ausstellungen gezeigt.

### Sammlung und Forschung
Christine Behrens setzte sich für den Aufbau von Kunstsammlungen, die Restaurierung von Werken sowie die Dokumentation und Erforschung der Werke ein. Ab 1976 wurde eine umfangreiche Sammlung von Bildern des Scheeßeler Künstler Ernst Müller-Scheessel erworben. Es erfolgte die Herausgabe einer von Bernd Küster bearbeiteten Monografie sowie die Herausgabe von Kunstmappen sowie eines Werkverzeichnisses. Zum Werbegrafiker Heinz Fehling wurde unter der Leitung von Behrens ebenfalls durch Bernd Küster eine Monografie verfasst. Weiterhin wurden Werke des Fotografen Hans Saebens erworben.

### Kurse
Von Christine Behrens wurden ab 1975 Kurse im Spinnen von Wolle und Flachs eingeführt und später auch vom Weben am Bauernwebstuhl sowie an größeren Webstühlen mit Schnellschützen und Kontermarsch-Vorrichtung und Direktzettelsatz. 1978 erfolgte zu diesem Zweck in einem ehemaligen Landarbeiterwohnhaus die Einrichtung des Weberhauses. Temporär wurden auch Kurse im Klöppeln, Occhi sowie Färben mit Pflanzen angeboten.

### Veranstaltungen
Von Christine Behrens wurden regelmäßige Veranstaltungen eingeführt. Zu nennen sind Spinndönz (Vorträge und Lieder auf Plattdeutsch) sowie seit 1978 der jährliche Museumstag am 1. Mai (Vorführung von alten Handwerkstechniken und Ausstellungen verbunden mit Volkstänzen) welcher weiterhin fortgesetzt wird und zu den größten Veranstaltungen in Scheeßel zählt.

### Professionalisierung und Museumsregistrierung
Christine Behrens förderte die Professionalisierung der Museumsarbeit. Sie sorgte für die Einstellung von hauptamtlichen wissenschaftlichen Mitarbeitern. Ein erster Antrag zur Museumsregistrierung erlangte im Jahr 2009 eine vorläufige Registrierung, ein weiterer Antrag im Jahr 2013 erbrachte dann die offizielle Anerkennung des Museums durch den Niedersächsischen Heimatbund.

## Plattdeutsch
Von 1998 bis 2018 verfasste Christine Behrens plattdeutsche Erzählungen und Gedichte, die in der wöchentlichen Kolumne „Up Platt vertellt“ in der Rotenburger Kreiszeitung erschienen.

## Politisches Engagement
1997 war Christine Behrens gemeinsam mit Hanna Boyn und Elke Twesten eine der Sprecherinnen des Bürgerbegehrens gegen einen geplanten Parkplatzbau in Scheeßel. Das Bürgerbegehren erhielt eine Zustimmung von knapp 84 % der Wahlteilnehmer und war damit erfolgreich.
Bei einem weiteren Bürgerbegehren im Jahr 2004 für den Erhalt eines Schulanbaus statt Neubaus war sie beratend tätig.

## Verbandstätigkeiten
- 1983 bis 2004: Beiratsmitglied des Niedersächsischen Heimatbundes
- 2004 bis 2015: Mitglied im Ältestenrat des Niedersächsischen Heimatbundes

## Garten
Der von ihr angelegte Bauerngarten an ihrem Wohnhaus wurde 1971 und 1972 für seine Gestaltung von der Gemeinde Scheeßel ausgezeichnet.

## Veröffentlichungen
- 1986 Ernst Müller-Scheessel 1863–1936, ISBN 3-922516-52-1, Worpsweder Verlag (Redaktion und Vorwort)
- 1994 So macht man das in Germany, Verein für Niedersächsisches Volkstum e.V. Bremer Heimatbund, Mitteilungen, 70. Jahrgang, Heft 134, Seiten 13–20
- 1996: Frido Witte über Ernst Müller-Scheessel (Redaktion und Vorwort)
- 2004: 100 Jahre Trachtenfeste in Scheeßel. Heimatverein Niedersachsen e.V. Scheeßel, ISBN 978-3-9807741-5-4 (Redaktion und Vorwort)
- 2005: 100 Jahre Heimatverein „Niedersachsen“ e.V. Scheeßel. ISBN 3-9807741-5-5 (Redaktion, Vorwort, Beitrag)
- 2006: Behrens, Christine und Astrid Schneider-Kaschke: Ernst Müller-Scheeßel 1863–1936 – Die Gemälde Aquarelle und Gouachen – Ein Werkverzeichnis, Heimatverein Niedersachsen e.V. Scheeßel, ISBN 978-3-9807741-6-1
- 2007: Handblaudruck in Scheeßel, Heimatverein Niedersachsen e.V. Scheeßel, ISBN 978-3-9807741-7-8 (Redaktion und Vorwort)
- 2008: Erinnerungen an Alt-Scheeßel, ISBN 978-3-9807741-8-5 (Vorwort)
- 2009: As ick noch 'n lütt Göör wör –  De Tiet von 1934–1948 in Rüspel, (Kindheitserinnerungen auf Plattdeutsch), Eigenverlag (Autor)
- 2016: Behrens, Christine und Astrid Schneider-Kaschke: Ernst Müller-Scheeßel und das Kunstgewerbehaus Scheeßel, Heimatverein Niedersachsen e.V. Scheeßel ISBN 978-3-9807741-9-2
- 2018: Geschichten um das Weberhaus, (Autor) Eigenverlag

## Verfilmungen
1973: Soweit ist alles in Ordnung ... , Regie Dagmar Voss, gesendet im NDR/RB am 13. Dezember 1973

## Auszeichnungen
- 1982: Ehrenmedaille des Landschaftsverbandes Stade
- 1983: Ehrenmedaille des Landkreises Rotenburg
- 1995: Niedersächsischer Verdienstorden: Verdienstkreuz am Bande
- 2007: Niedersächsischer Verdienstorden: Verdienstkreuz I. Klasse[8]
- 2016: Ehrenvorsitzende des Heimatverein Scheeßel[9]
- 2018: Bundesverdienstkreuz am Bande[10]